# Dorian Lairi
Dorian Lairi (né le 19 mai 1999 à Sète) est un athlète français.

## Carrière
Fin juillet 2023, Dorian Lairi remporte le concours de saut en hauteur des championnats de France à Albi.